# The New York Peacock
The New York Peacock è un film muto del 1917 diretto da Kenean Buel.

## Trama
Arrivato a New York per investire centomila dollari del padre, Billy Martin viene attirato da una fascinosa vamp in una casa da gioco dove perde quasi tutto il suo denaro. Cercando inutilmente la rivincita, alla fine perde tutto. Zena, la tentatrice, che si è innamorata di lui, cerca di recuperare il denaro dell'uomo e, per questo, quando si presenta un anziano signore benestante, lei lo attira nel proprio appartamento per estorcergli la somma che le serve. I due vengono sorpresi da Billy che scopre che l'uomo è suo padre: quest'ultimo gli spiega che si è comportato in quel modo per mostrargli di che pasta è fatta la donna per la quale ha abbandonato tutto. Pentito, Billy si sottrae all'incantesimo e torna a casa, abbandonando le piume di pavone che aveva messo a New York.

## Produzione
Il film fu prodotto dalla Fox Film Corporation.

## Distribuzione
Distribuito dalla Fox Film Corporation, il film uscì nelle sale cinematografiche USA il 5 febbraio 1917,